# ادوارد لمل
ادوارد لمل (انگلیسی: Edward Laemmle؛ ۲۵ اکتبر ۱۸۸۷ – ۲ آوریل ۱۹۳۷) یک کارگردان اهل ایالات متحده آمریکا بود. وی بین سال‌های ۱۹۲۰ تا ۱۹۳۵ میلادی فعالیت می‌کرد.
وی کارگردان فیلم‌هایی همچون خرافه بوده است.